# Selånger Fotbollklubb
O Selånger FK é um clube de futebol da Suécia. Sua sede fica localizada em Sundsvália.